# Seek (ミュージシャン)
seek（シーク、1979年9月14日 - ）は、日本のミュージシャン、エッセイスト。福岡県飯塚市生まれ、兵庫県姫路市出身。本名：白水琢磨（しらみず たくま）。AB型。

## 概要
Psycho le Cému（サイコ・ル・シェイム）、MIMIZUQ（ミミズク）のベース担当。

2020年7月以降、ソロでアコースティックギターでの弾き語りライブも行っている。

## 来歴

### 1999年
- 5月3日 Psycho le Cému結成

### 2005年
- ISABELLEにサポートベースとして加入

### 2006年
- 5月7日 Psycho le Cému活動休止
- 6月14日 ISABELLE解散
- 9月14日 「魚群」"群れし雑魚は一匹の大魚と成す。" 第一回 開催

### 2007年
- 2月19日 Mix Speaker's,Inc.結成

### 2009年
- 6月 Psycho le Cému"10th Anniversary Legend of sword" 4公演開催
- 9月14日 凡思社設立

### 2013年
- 2月3日 COMBATGuitars seekモデルベース「破天荒（仮）」を公開[注釈 1]

### 2014年
- 10月2日 Psycho le Cému活動再開を発表

### 2015年
- 2月11日 COMBATGuitars seekモデルベース「破天荒」を公開[注釈 2]

### 2018年
- 2月25日 Mix Speaker's,Inc.解散
- 6月22日 MIMIZUQ結成

### 2019年
- 6月22日 COMBATGuitars seekモデルベース「スイミー」を公開[注釈 3]
- 9月14日 凡思社/スイミーレコード ホームページリニューアル
- 11月16日 トークイベント「Fish Dance Hour」1時間目 開催[注釈 4]

### 2020年
- 3月14日 seek Official Fan Club「魚ノ眼」OPEN
- 4月14日 姫路Beta支援のためseek＋姫路Betaコラボグッズの販売を発表[注釈 5]
- 7月7日 「水槽のたゆたう」第一回 開催

### 2021年
- 4月1日 姫路Beta支援プロジェクト/コンピレーションアルバム「VERSUS FATE」を発表[注釈 6]

### 2023年
- 7月 littleHEARTS. presents【polka dot circus】シリーズ開催。オーガナイザーとして携わる。[1]

### 2024年
- 9月14日 一年後の2025年9月14日に、seek FIRST ONEMAN LIVE「白日をたゆたう雨虎、水に溶ける数列」の開催、そしてソロ曲の音源化制作を発表。ライブはソロ名義としては初めてのバンドスタイルとなる。

## 出演

### 主催

#### 「魚群」"群れし雑魚は一匹の大魚と成す。"
ゲストを招いて前半にトーク、後半にアコースティックライブを行うイベント。ゲストはボーカル1名、ギター1名、ドラム1名など、出演者がバンド編成になる形を基本としている。
|          | 日付          | 会場                  | 出演者                                             | 備考                                                                                    |
| -------- | ------------- | --------------------- | -------------------------------------------------- | --------------------------------------------------------------------------------------- |
| 第一回   | 2006年9月14日 | ロフトプラスワン      | Vo/団長, Gt/aie, Ba/seek, Dr/由希                  |                                                                                         |
| 第二回   | 2008年6月11日 | ロフトプラスワン      | Vo/颯, Gt/aie, Ba/seek, Dr/Soan                    |                                                                                         |
| 第三回   | 2009年2月11日 | ロフトプラスワン      | Vo/隼人, Gt/aie, Ba/seek, Dr/シンタロウ            |                                                                                         |
| 第四回   | 2009年6月24日 | ロフトプラスワン      | Vo/小夜, Gt/aie, Ba/seek, Dr/S@tt-on               | O.A/Nico&Zoota                                                                          |
| 第五回   | 2010年1月7日  | ロフトプラスワン      | Vo/モンキー・D・ルフィ, Gt/aie, Ba/seek, Dr/武井誠 | O.A/Nico&Zoota                                                                          |
| 第六回   | 2010年9月10日 | 心斎橋JANUS           | Vo/TAKA, Gt/aie, Ba/seek, Dr/タクミ                | - 東名阪ツアー(第六回～第八回) - O.A/Nico&Zoota                                         |
| 第七回   | 2010年9月12日 | 名古屋TAURUS          | Vo/TAKA, Gt/aie, Ba/seek, Dr/タクミ                | - 東名阪ツアー(第六回～第八回) - O.A/Nico&Zoota                                         |
| 第八回   | 2010年9月14日 | ロフトプラスワン      | Vo/TAKA, Gt/aie, Ba/seek, Dr/タクミ                | - 東名阪ツアー(第六回～第八回) - O.A/Nico&Zoota                                         |
| 第九回   | 2013年2月27日 | ロフトプラスワン      | Vo/櫻井有紀, Gt/aie, Ba/seek, Dr/桐                | O.A/Nico&Zoota                                                                          |
| 第十回   | 2014年9月5日  | 大阪LOFT PLUSONE WEST | Vo/ryo, Gt/aie, Ba/seek, Dr/MANJﾞ                  | - 東名阪ツアー(第十回～第十三回) - O.A/Nico&Zoota                                       |
| 第十一回 | 2014年9月7日  | 名古屋TAURUS          | Vo/ryo, Gt/aie, Ba/seek, Dr/MANJﾞ                  | - 東名阪ツアー(第十回～第十三回) - O.A/Nico&Zoota                                       |
| 第十二回 | 2014年9月14日 | ロフトプラスワン      | aie, AYA, seek                                     | 東名阪ツアー(第十回～第十三回)                                                          |
| 第十三回 | 2014年9月15日 | ロフトプラスワン      | Vo/ryo, Gt/aie, Ba/seek, Dr/MANJﾞ                  | - 東名阪ツアー(第十回～第十三回) - O.A/Nico&Zoota                                       |
| 第十四回 | 2015年9月14日 | ロフトプラスワン      | Vo&G/seek, Vo&Gt/華遊, Vo&G&Dr/aie, Vo&G&Dr/AYA    |                                                                                         |
| 第十五回 | 2018年9月14日 | ロフトプラスワン      | Vo/景夕, Gt/aie, Ba/seek, Dr/YAMATO                | O.A/Nico&Zoota                                                                          |
| 第十六回 | 2019年9月14日 | LOFT9 Shibuya         | aie, seek                                          | オールナイト公演                                                                        |
| 第十七回 | 2020年9月13日 | LOFT9 Shibuya         | Vo/マコト, Gt/aie, Ba/seek, Dr/宏崇                |                                                                                         |
| 第十八回 | 2020年9月14日 |                       | aie, seek, AYA                                     | - オールナイト公演 - ツイキャスプレミア配信のみ。 配信自体は渋谷LOFT HEAVENで行われた。 |

#### Fish Dance Hour
ご意見番 星子誠一と共に、ゲストを招いて行うトークイベント。

奇数月にニコ生ラジオ放送、偶数月にロフトプラスワンでトークイベント&ニコ生放送を開催していたが、新型コロナウイルスによる要請等の影響で、6時間目以降はニコ生ラジオ放送をメインとしている。

ロフトプラスワン公演には「〜新宿、ヴィジュアル系を考察する会〜」というサブタイトルが付いていた。7時間目（2021年7月13日）以降は全て「～ヴィジュアル系を考察する会～」になっている。
|          | 日付 | 会場                        | 出演者                            | 備考                                                                                                |
| -------- | --- | --------------------------- | --------------------------------- | --------------------------------------------------------------------------------------------------- |
| 1時間目  | 2019年11月16日 | 渋谷MAGNET by SHIBUYA109 5F | seek, 星子誠一                    | - サブタイトル「〜バファローボブス・コラボ特別編〜」 - ニコ生ラジオ番組としてレギュラー放送スタート |
| 2時間目  | 2019年12月12日 | ロフトプラスワン            | seek, 小林写楽, MASATO, 星子誠一  | |
| 3時間目  | 2020年1月14日 | ロフトプラスワン            | seek, aie, 星子誠一               | ニコ生ラジオ放送                                                                                    |
| 4時間目  | 2020年2月4日 | ロフトプラスワン            | seek, HIRO, 団長, 星子誠一        | |
| 5時間目  | 2020年3月26日 |                             | seek, 東海林のり子, 星子誠一      | ニコ生ラジオ放送                                                                                    |
| 6時間目  | 2021年4月21日 |                             | seek, ヒィロ, 星子誠一            | ニコ生ラジオ放送                                                                                    |
| 6時間目  | - 2020年4月8日に千聖, Hitomiをゲストに迎えてロフトプラスワンで開催する予定だったが、7月27日に延期した後、公演中止となった。 - 2021年1月19日にDAISHIをゲストに迎えてニコ生ラジオ放送での再開を発表したが、緊急事態宣言の再発令を受けこちらも延期となった。 |                             |                                   | |
| 7時間目  | 2020年7月13日 |                             | seek, YURAサマ, 星子誠一          | ニコ生ラジオ放送                                                                                    |
| 7時間目  | - 2020年5月26日にMICHIRU〜未散〜(LOOP ASH)をゲストに迎えてニコ生ラジオ放送をする予定だったが、放送延期となった。 |                             |                                   | |
| 8時間目  | 2021年10月14日 |                             | seek, 豹&爻(シェルミィ), 星子誠一 | ニコ生ラジオ放送                                                                                    |
| 8時間目  | - 2020年6月25日にmichi., Ruizaをゲストに迎えてロフトプラスワンで開催する予定だったが、公演延期となった。(延期に伴いRuizaの出演がキャンセル) - 2020年8月31日にmichi., Rickyをゲストに迎えてロフトプラスワンで開催する予定だったが、公演中止となった。      |                             |                                   | |
| 9時間目  | 2021年12月13日 |                             | seek, HIDE-ZOU, 星子誠一          | ニコ生ラジオ放送                                                                                    |
| 10時間目 | 2022年3月2日 |                             | seek, Ricky, 星子誠一             | ニコ生ラジオ放送                                                                                    |
| 11時間目 | 2022年5月18日 |                             | seek, SHUN., 星子誠一             | ニコ生ラジオ放送                                                                                    |
| 12時間目 | 2022年7月25日 |                             | seek, みく, 星子誠一              | ニコ生ラジオ放送                                                                                    |
| 13時間目 | 2022年9月5日 |                             | seek, 最上川司, 星子誠一          | ニコ生ラジオ放送                                                                                    |
| 14時間目 | 2022年11月8日 |                             | seek, HIMAWARI, 星子誠一          | ニコ生ラジオ放送                                                                                    |
| 15時間目 | 2023年1月18日 |                             | seek, kazuya&ZERO, 星子誠一       | ニコ生ラジオ放送                                                                                    |
| 16時間目 | 2023年3月22日 |                             | seek, DAISHI, 星子誠一            | ニコ生ラジオ放送                                                                                    |
| 17時間目 | 2023年5月15日 |                             | seek, KEKE&SHUN., 星子誠一        | ニコ生ラジオ放送                                                                                    |
| 18時間目 | 2023年7月25日 |                             | seek, 夕霧, 星子誠一              | ニコ生ラジオ放送                                                                                    |
| 19時間目 | 2023年9月19日 |                             | seek, D13, 星子誠一               | ニコ生ラジオ放送                                                                                    |
| 20時間目 | 2023年11月7日 |                             | seek, 景夕＆結良, 星子誠一        | ニコ生ラジオ放送                                                                                    |
| 21時間目 | 2024年1月24日 |                             | seek, 苑, 星子誠一                | ニコ生ラジオ放送                                                                                    |
| 22時間目 | 2024年3月21日 |                             | seek, 昴, 星子誠一                | ニコ生ラジオ放送                                                                                    |
| 23時間目 | 2024年5月9日 |                             | seek, 咲吾&もにょ, 星子誠一       | ニコ生ラジオ放送                                                                                    |
| 24時間目 | 2024年9月19日 |                             | seek, mitsu&ヒィロ, 星子誠一      | ニコ生ラジオ放送                                                                                    |
| 25時間目 | 2024年11月5日 |                             | seek, ハヤト&チャム, 星子誠一     | ニコ生ラジオ放送                                                                                    |
| 26時間目 | 2025年1月22日 |                             | seek, ヒロト, 星子誠一            | ニコ生ラジオ放送                                                                                    |
| 27時間目 | 2025年3月11日 |                             | seek, 詩結＆諒平, 星子誠一        | ニコ生ラジオ放送                                                                                    |

#### 水槽のたゆたう
ソロで行っている、アコースティックギターでの弾き語りライブ。自身のバンド及びユニット（Psycho le Cému、MIMIZUQ、Mix Speaker's,Inc.、ISABELLE、Nico&Zoota）での曲や、ソロでのオリジナル曲を主に演奏しており、魚ノ眼会員限定の回では他のアーティストの曲もカバーしている。
|            | 日付           | 会場               | 備考                                                                                               |
| ---------- | -------------- | ------------------ | -------------------------------------------------------------------------------------------------- |
| 第一回     | 2020年7月7日   |                    | ツイキャスプレミア配信のみ。配信自体はNaked Loftで行われた。                                       |
| 第二回     | 2020年8月25日  |                    | ツイキャスプレミア配信のみ。配信自体はNaked Loftで行われた。                                       |
| 第三回     | 2020年10月12日 |                    | ツイキャスプレミア配信のみ。配信自体はNaked Loftで行われた。                                       |
| 第四回     | 2020年11月9日  |                    | ツイキャスプレミア配信のみ。配信自体はNaked Loftで行われた。                                       |
| 第五回     | 2020年12月25日 | Naked Loft         | |
| 第六回     | 2021年1月18日  |                    | ツイキャスプレミア配信のみ。配信自体は渋谷LOFT HEAVENで行われた。                                  |
| 第七回     | 2021年2月14日  | 渋谷LOFT HEAVEN    | 魚ノ眼会員限定                                                                                     |
| 第八回     | 2021年2月14日  | 渋谷LOFT HEAVEN    | |
| 第九回     | 2021年3月14日  | 渋谷LOFT HEAVEN    | 魚ノ眼会員限定                                                                                     |
| 第十回     | 2021年3月14日  | 渋谷LOFT HEAVEN    | |
| 第十一回   | 2021年4月7日   |                    | ツイキャスプレミア配信のみ。配信自体は渋谷LOFT HEAVENで行われた。                                  |
| 第十二回   | 2021年5月23日  | 渋谷LOFT HEAVEN    | 魚ノ眼会員限定                                                                                     |
| 第十三回   | 2021年5月23日  | 渋谷LOFT HEAVEN    | |
| 第十四回   | 2021年6月24日  |                    | - ツイキャスプレミア配信のみ。配信自体は渋谷LOFT HEAVENで行われた。 - セットリストはリクエスト形式 |
| 第十五回   | 2021年7月7日   | 渋谷LOFT HEAVEN    | |
| 第十六回   | 2021年8月22日  | 渋谷LOFT HEAVEN    | 魚ノ眼会員限定                                                                                     |
| 第十七回   | 2021年8月22日  | 渋谷LOFT HEAVEN    | |
| 第十八回   | 2021年9月5日   | 新横浜strage       | 初の弾き語りワンマンツアー(第十八回～第二十三回)                                                   |
| 第十九回   | 2021年9月11日  | 名古屋[sunset]BLUE | 初の弾き語りワンマンツアー(第十八回～第二十三回)                                                   |
| 第二十回   | 2021年9月12日  | なんば紅鶴         | 初の弾き語りワンマンツアー(第十八回～第二十三回)                                                   |
| 第二十一回 | 2021年9月14日  | 姫路Beta           | 初の弾き語りワンマンツアー(第十八回～第二十三回)                                                   |
| 第二十二回 | 2021年9月19日  | 渋谷LOFT HEAVEN    | - 魚ノ眼会員限定 - 初の弾き語りワンマンツアー(第十八回～第二十三回)                                |
| 第二十三回 | 2021年9月19日  | 渋谷LOFT HEAVEN    | 初の弾き語りワンマンツアー(第十八回～第二十三回)                                                   |
| 第二十四回 | 2021年10月26日 |                    | ツイキャスプレミア配信のみ。配信自体は渋谷LOFT HEAVENで行われた。                                  |
| 第二十五回 | 2021年11月26日 |                    | ツイキャスプレミア配信のみ。配信自体は渋谷LOFT HEAVENで行われた。                                  |
| 第二十六回 | 2021年12月25日 | 渋谷LOFT HEAVEN    | 魚ノ眼会員限定                                                                                     |
| 第二十七回 | 2021年12月25日 | 渋谷LOFT HEAVEN    | |
| 第二十八回 | 2022年3月13日  | 渋谷LOFT HEAVEN    | 魚ノ眼会員限定                                                                                     |
| 第二十九回 | 2022年3月13日  | 渋谷LOFT HEAVEN    | |
| 第三十回   | 2022年6月4日   | 渋谷LOFT HEAVEN    | 魚ノ眼会員限定                                                                                     |
| 第三十一回 | 2022年6月4日   | 渋谷LOFT HEAVEN    | |
| 第三十回   | 2022年6月4日   | 渋谷LOFT HEAVEN    | - 魚ノ眼会員限定 - セットリストは全曲オリジナル弾き語りソング                                      |
| 第三十一回 | 2022年6月4日   | 渋谷LOFT HEAVEN    | セットリストはリクエスト形式                                                                       |
| 番外編     | 2022年7月6日   |                    | ツイキャス無料配信のみ。                                                                           |
| 第三十二回 | 2022年9月14日  | 渋谷LOFT HEAVEN    | サプライズで森翼が出演                                                                             |
| 第三十三回 | 2022年9月25日  | 姫路Beta           | - 魚ノ眼会員限定 - 父の粗品を配布                                                                  |
| 第三十四回 | 2022年9月25日  | 姫路Beta           | 父の粗品を配布                                                                                     |
| 第三十五回 | 2022年12月25日 | 渋谷LOFT HEAVEN    | 魚ノ眼会員限定                                                                                     |
| 第三十六回 | 2022年12月25日 | 渋谷LOFT HEAVEN    | |
| 第三十七回 | 2023年2月12日  | 渋谷LOFT HEAVEN    | - 魚ノ眼会員限定 - 声出し解禁                                                                      |
| 第三十八回 | 2023年2月12日  | 渋谷LOFT HEAVEN    | 声出し解禁                                                                                         |
| 第三十九回 | 2023年4月30日  | 渋谷LOFT HEAVEN    | 魚ノ眼会員限定                                                                                     |
| 第四十回   | 2023年4月30日  | 渋谷LOFT HEAVEN    | セットリストはリクエスト形式                                                                       |
| 第四十一回 | 2023年6月11日  | 渋谷LOFT HEAVEN    | 魚ノ眼会員限定                                                                                     |
| 第四十二回 | 2023年6月11日  | 渋谷LOFT HEAVEN    | ゲストに西山小雨が出演                                                                             |
| 第四十三回 | 2023年7月8日   | 名古屋鑪ら場       | 魚ノ眼会員限定                                                                                     |
| 第四十四回 | 2023年7月8日   | 名古屋鑪ら場       | |
| 第四十五回 | 2023年7月9日   | なんば紅鶴         | 魚ノ眼会員限定                                                                                     |
| 第四十六回 | 2023年7月9日   | なんば紅鶴         | |
| 第四十七回 | 2023年9月14日  | 渋谷LOFT HEAVEN    | - 魚ノ眼会員限定 - Birthday Party                                                                  |
| 第四十八回 | 2023年9月14日  | 渋谷LOFT HEAVEN    | |
| 第四十九回 | 2023年12月24日 | 渋谷LOFT HEAVEN    | 魚ノ眼会員限定                                                                                     |
| 第五十回   | 2023年12月24日 | 渋谷LOFT HEAVEN    | |
| 第五十一回 | 2024年2月11日  | 渋谷LOFT HEAVEN    | 魚ノ眼会員限定                                                                                     |
| 第五十二回 | 2024年2月11日  | 渋谷LOFT HEAVEN    | セットリストはリクエスト形式                                                                       |
| 第五十三回 | 2024年5月4日   | 渋谷LOFT HEAVEN    | - 魚ノ眼会員限定 - 東名阪ツアー(第五十三回～第五十八回)                                            |
| 第五十四回 | 2024年5月4日   | 渋谷LOFT HEAVEN    | - ゲストに西山小雨が出演 - 東名阪ツアー(第五十三回～第五十八回)                                    |
| 第五十五回 | 2024年6月1日   | 静かの海           | - 魚ノ眼会員限定 - 東名阪ツアー(第五十三回～第五十八回)                                            |
| 第五十六回 | 2024年6月1日   | 静かの海           | 東名阪ツアー(第五十三回～第五十八回)                                                               |
| 第五十七回 | 2024年6月2日   | 夜を灯して         | - 魚ノ眼会員限定 - 東名阪ツアー(第五十三回～第五十八回)                                            |
| 第五十八回 | 2024年6月2日   | 夜を灯して         | 東名阪ツアー(第五十三回～第五十八回)                                                               |
| 第五十九回 | 2024年8月12日  | 渋谷LOFT HEAVEN    | 魚ノ眼会員限定                                                                                     |
| 第六十回   | 2024年8月12日  | 渋谷LOFT HEAVEN    | |
| 第六十一回 | 2024年9月14日  | 名古屋鑪ら場       | - 魚ノ眼会員限定 - Birthday Party                                                                  |
| 第六十二回 | 2024年9月14日  | 名古屋鑪ら場       | |
| 第六十三回 | 2024年12月15日 | 渋谷LOFT HEAVEN    | 魚ノ眼会員限定                                                                                     |
| 第六十四回 | 2024年12月15日 | 渋谷LOFT HEAVEN    | |
| 第六十五回 | 2024年12月24日 | 神戸CHICKEN SHACK  | 魚ノ眼会員限定                                                                                     |
| 第六十六回 | 2024年12月25日 | なんば紅鶴         | 魚ノ眼会員限定                                                                                     |
| 第六十七回 | 2025年2月15日  | 渋谷LOFT HEAVEN    | 魚ノ眼会員限定                                                                                     |
| 第六十八回 | 2025年2月15日  | 渋谷LOFT HEAVEN    | ゲストに西山小雨が出演                                                                             |
| 第六十九回 | 2025年4月12日  | 名古屋鑪ら場       | 魚ノ眼会員限定                                                                                     |
| 第七十回   | 2025年4月12日  | 名古屋鑪ら場       | |
| 第七十一回 | 2025年4月13日  | 夜を灯して         | 魚ノ眼会員限定                                                                                     |
| 第七十二回 | 2025年4月13日  | 夜を灯して         | |
| 第七十三回 | 2025年5月10日  | 渋谷LOFT HEAVEN    | 魚ノ眼会員限定                                                                                     |
| 第七十四回 | 2025年5月10日  | 渋谷LOFT HEAVEN    | ゲストにaieが出演                                                                                  |
| 第七十五回 | 2025年5月17日  | 神戸CHICKEN SHACK  | 魚ノ眼会員限定                                                                                     |
| 第七十六回 | 2025年5月17日  | 神戸CHICKEN SHACK  | |

#### 合同弾き語り

##### 「僕らに踏まれた町と僕らが踏まれた町」
出演者：seek、aie
|          | 日付           | 会場                        | 備考                                                                                      |
| -------- | -------------- | --------------------------- | ----------------------------------------------------------------------------------------- |
| 第一回   | 2020年11月21日 | 新横浜strage                |                                                                                           |
| 第二回   | 2020年11月22日 | なんば紅鶴                  |                                                                                           |
| 第三回   | 2020年11月23日 | 姫路Beta                    |                                                                                           |
| 第四回   | 2020年12月6日  | 下北沢Flowers Loft          |                                                                                           |
| トーク   | 2021年1月10日  | ROCK CAFE LOFT is your room |                                                                                           |
| 第五回   | 2021年4月17日  | 新横浜strage                |                                                                                           |
| 第六回   | 2021年4月18日  | 下北沢Flowers Loft          |                                                                                           |
| 第七回   | 2021年4月24日  | なんば紅鶴                  |                                                                                           |
| 第八回   | 2021年4月25日  | 姫路Beta                    | 兵庫県のイベント開催制限要請に従い無観客配信公演に変更→有観客公演は8/8(日)に振替となった  |
| 第九回   | 2021年4月29日  | 名古屋[sunset]BLUE          |                                                                                           |
| トーク   | 2021年5月5日   | ROCK CAFE LOFT is your room | 有観客公演から無観客配信公演に変更                                                        |
| 第十回   | 2021年8月7日   | 名古屋[sunset]BLUE          | 追加公演                                                                                  |
| 第十一回 | 2021年8月8日   | 姫路Beta                    | 追加公演                                                                                  |
| トーク   | 2021年9月23日  | ROCK CAFE LOFT is your room | 配信「『僕らに踏まれた町と僕らが踏まれた町』トーク 2021秋〜42歳同士のプレゼント交換会〜」 |

##### 「ぽろろん猫とたゆたう魚」
出演者：seek, Közi
|        | 日付          | 会場               | 備考 |
| ------ | ------------- | ------------------ | ---- |
| 第一回 | 2021年7月10日 | 新横浜strage       |      |
| 第二回 | 2021年7月11日 | 名古屋[sunset]BLUE |      |
| 第三回 | 2021年7月18日 | 新潟space6studio   |      |
| 第四回 | 2021年7月24日 | 姫路Beta           |      |
| 第五回 | 2021年7月25日 | なんば紅鶴         |      |
| 第六回 | 2021年7月31日 | 下北沢Flowers Loft |      |

##### 「ぽろろん猫とふらふらの死神とたゆたう魚」
出演者：seek, aie, Közi
|          | 日付           | 会場               | 備考     |
| -------- | -------------- | ------------------ | -------- |
| 第一回   | 2022年5月14日  | 仙台ガブチカ       | 振替公演 |
| 第二回   | 2022年5月15日  | 札幌cafe uningle   | 振替公演 |
| 第三回   | 2022年4月9日   | 姫路Beta           |          |
| 第四回   | 2022年4月10日  | 福岡BAD Knee LAB.  |          |
| 第五回   | 2022年4月16日  | なんば紅鶴         |          |
| 第六回   | 2022年4月17日  | 名古屋[sunset]BLUE |          |
| 第七回   | 2022年4月23日  | 新潟 6studio.      |          |
| 第八回   | 2022年4月24日  | 金沢AZ Gst         |          |
| 第九回   | 2022年4月30日  | 渋谷LOFT HEAVEN    |          |
| 第十回   | 2022年5月1日   | 渋谷LOFT HEAVEN    |          |
| トーク   | 2022年5月1日   | 渋谷LOFT HEAVEN    |          |
| 第十一回 | 2022年10月29日 | 名古屋[sunset]BLUE |          |
| 第十二回 | 2022年10月30日 | なんば紅鶴         |          |
| 第十三回 | 2022年11月5日  | 下北沢Flowers Loft |          |
| 第十四回 | 2023年8月5日   | 姫路Beta           |          |
| 第十五回 | 2023年8月6日   | 名古屋静かの海     |          |
| 第十六回 | 2023年11月25日 | 下北沢Flowers Loft |          |
| 第十七回 | 2023年11月26日 | 新潟 6studio.      |          |
| 第十八回 | 2023年12月2日  | なんば紅鶴         |          |
| 第十九回 | 2023年12月3日  | なんば紅鶴         |          |
| 巨大打上 | 2023年12月3日  | なんば紅鶴         |          |

##### 「博士は死人を飼育する」
出演者：seek, aie, 桜井青
|        | 日付          | 会場            | 備考 |
| ------ | ------------- | --------------- | ---- |
| 第一回 | 2023年2月18日 | なんば紅鶴      |      |
| 第二回 | 2023年2月19日 | 名古屋鑪ら場    |      |
| 第三回 | 2023年3月4日  | 渋谷LOFT HEAVEN |      |

##### 「さすらいのニコチン野郎達」
出演者：seek, aie, ガラ
|          | 日付          | 会場              | 備考                                                                                             |
| -------- | ------------- | ----------------- | ------------------------------------------------------------------------------------------------ |
| 第一回   | 2024年2月23日 | 高崎TRUST55       |                                                                                                  |
| 第二回   | 2024年2月24日 | 仙台ガブチカ      |                                                                                                  |
| 第三回   | 2024年2月25日 | 札幌音楽処        |                                                                                                  |
| 第四回   | 2024年3月2日  | 姫路Beta          |                                                                                                  |
| 第五回   | 2024年3月3日  | 福岡BAD Knee LAB. |                                                                                                  |
| 第六回   | 2024年3月9日  | 名古屋静かの海    |                                                                                                  |
| 第七回   | 2024年3月10日 | なんば紅鶴        |                                                                                                  |
| 第八回   | 2024年3月16日 | 渋谷LOFT HEAVEN   |                                                                                                  |
| トーク   | 2024年3月16日 | 渋谷LOFT HEAVEN   |                                                                                                  |
| 番外     | 2024年4月2日  | 新宿LOFT          | 「LIVE結生誕祭2024〜我が世の春を謳歌する〜さすらいのニコチン野郎達とメリーの絆結びリレー」に出演 |
| 第九回   | 2024年12月7日 | 名古屋静かの海    | 前回ツアー(第一回～第八回+トーク)のアンコール公演                                                |
| 第十回   | 2024年12月8日 | 神戸CHICKEN SHACK | 〃                                                                                               |
| 第十一回 | 2024年12月9日 | なんば紅鶴        | 〃                                                                                               |

##### 「相食む」
弾き語り11ヶ月連続2マン企画
|          | 日付           | 会場                         | 2マン相手                            |
| -------- | -------------- | ---------------------------- | ------------------------------------ |
| 第一回   | 2024年10月27日 | 中野富士見町ニュー・サンナイ | aie(deadman)                         |
| 第二回   | 2024年11月17日 | 中野富士見町ニュー・サンナイ | Közi(ZIZ/MALICE MIZER)               |
| 第三回   | 2024年12月14日 | 経堂さばのゆ                 | 小林写楽(メトロノーム/ヘクトウ)      |
| 第四回   | 2025年1月13日  | 下北沢DY CUBE                | Kra                                  |
| 第五回   | 2025年月日     | 経堂さばのゆ                 | しげる(THE NEUTRAL)                  |
| 第六回   | 2025年3月16日  | 下北沢DY CUBE                | 生熊耕治（cune/BLUEVINE）            |
| 第七回   | 2025年4月5日   | 下北沢演家-SHITORAYA-        | 桜井青(cali≠gari/ヘクトウ)           |
| 第八回   | 2025年5月11日  | 下北沢DY CUBE                | Montage.(TAKA from defspiral)        |
| 第九回   | 2025年6月14日  | 下北沢演家-SHITORAYA-        | 田澤孝介(Waive/Rayflower/fuzzy knot) |
| 第十回   | 2025年7月26日  | 下北沢演家-SHITORAYA-        | ガラ(メリー)                         |
| 第十一回 | 2025年8月23日  | 下北沢演家-SHITORAYA-        | 大槻ケンヂ(筋肉少女帯/特撮/オケミス) |

### インストアイベント
- 2014年9月6日 大阪ZEALLINK
- 2014年9月13日 渋谷ZEALLINK

### イベント
- 2013年10月22日「フランス日本化計画!? ～フランスと日本のサブカルチャーを語ろう～」 阿佐ヶ谷LOFTA
- 2018年1月22日「新春ベーシストークLIVE!　『御三家PLUSONE』」 ロフトプラスワン
- 2018年1月29日「新春ベーシストークLIVE!『御一家プラスフォー』」 大阪LOFT PLUSONE WEST
- 2018年2月26日「コロポックルPRESENTS景夕バースデイ企画 『渋谷の中心で産声を上げる大人』」 TSUTAYA O-WEST
- 2020年8月9日「ヴィジュアル系研究会〝日本の夏、V系の夏〟」 ツイキャスプレミア配信
- 2024年7月16日 「-クラブチッタの床で大工事-」 川崎CLUB CITTA（弾き語り）
- 2025年1月21日 「昭和の残党大新年会 ～爆笑トークと時々Vの名曲～」 SHIBUYA PLEASURE PLEASURE
- 2025年1月26日 「雨宮処凛 生誕50年&デビュー25周年大感謝祭」 ロフトプラスワン
- 2025年2月11日 「オーケンのほほん学校〜オーケンお誕生月スペシャル59！」 ロフトプラスワン
- 2025年5月18日 「夜を灯して主催 SSWフェス『朝が来るまで 2025』」 扇町ミュージアムキューブ CUBE01会場（弾き語り）

### web
- club Zy.チャンネル
- 2013年4月18日 Rooftop[11]
- 「自宅警備会の一存」アメーバスタジオ 全二十八回（2013年4月26日 - 2015年7月22日）
- 2019年2月20日 「YUKKE MUCC加入20周年記念6時間9分ニコ生！孤独の成人式」ニコニコ生放送

### テレビ
- 2012年04月26日 スマイル! 「わかる伝え方の魔法」NHK Eテレ

### ラジオ
- 2024年02月17日「冠徹弥の冠番組Z」FM FUJI
- 2024年02月24日「冠徹弥の冠番組Z」FM FUJI
- 2024年05月15日「Inventions from VISUNAVI Japan #004」ポッドキャスト
- 2024年05月29日「Inventions from VISUNAVI Japan #006」ポッドキャスト
- 2024年06月19日「Inventions from VISUNAVI Japan #009」ポッドキャスト
- 2024年06月26日「Inventions from VISUNAVI Japan #010」ポッドキャスト
- 2024年07月17日「Inventions from VISUNAVI Japan #013」ポッドキャスト
- 2024年07月24日「Inventions from VISUNAVI Japan #014」ポッドキャスト
- 2024年08月21日「Inventions from VISUNAVI Japan #018」ポッドキャスト
- 2024年08月28日「Inventions from VISUNAVI Japan #019」ポッドキャスト
- 2024年09月04日「Inventions from VISUNAVI Japan #020」ポッドキャスト
- 2024年09月11日「Inventions from VISUNAVI Japan #021」ポッドキャスト
- 2024年10月16日「Inventions from VISUNAVI Japan #026」ポッドキャスト
- 2024年10月23日「Inventions from VISUNAVI Japan #027」ポッドキャスト
- 2024年11月06日「Inventions from VISUNAVI Japan #029」ポッドキャスト
- 2024年11月13日「Inventions from VISUNAVI Japan #030」ポッドキャスト
- 2024年12月04日「Inventions from VISUNAVI Japan #033」ポッドキャスト
- 2024年12月11日「Inventions from VISUNAVI Japan #034」ポッドキャスト
- 2025年01月08日「Inventions from VISUNAVI Japan #037」ポッドキャスト
- 2025年01月15日「Inventions from VISUNAVI Japan #038」ポッドキャスト
- 2025年02月05日「Inventions from VISUNAVI Japan #041」ポッドキャスト
- 2025年02月12日「Inventions from VISUNAVI Japan #042」ポッドキャスト
- 2025年03月19日「Inventions from VISUNAVI Japan #047」ポッドキャスト
- 2025年03月26日「Inventions from VISUNAVI Japan #048」ポッドキャスト

### 雑誌
- Motto2
  - vol.004 対談 RYO&MASAKI×AYA&seek
  - vol.009 巻頭特集 大槻ケンヂ×seek
- Motto2 High-Grade
  - vol.002 巻末特集 HIRO×seek
- With ROCK
  - vol.003 対談、パーソナルインタビュー TAKA×seek
  - vol.014 対談 seek×もにょ
  - vol.020 表紙巻頭 HAKUEI×seek
- アプレゲール
  - 復刊01 対談 景夕×seek
  - 復刊04 対談特集『つながりから生まれるもの』aie×seek
  - 復刊05 対談 杉本善徳×seek
  - 復刊09 対談 ヘクトウ×seek
  - 復刊10 巻末特集 対談 AYA×seek ※MIMIZUQ特集として掲載
  - 復刊11 鼎談 マコト×ミネムラ"Miney"アキノリ×seek
  - 別冊 aie×seek本『僕らに踏まれた町と僕らが踏まれた町』
  - 別冊 aie×seek本『僕らに踏まれた町と僕らが踏まれた町 2』
  - 別冊 30周年記念本『継続のヒミツとヒケツ』
  - vol.12 特集『上京物語』　
  - vol.13 対談特集『類は友を呼ぶ？』小林写楽×seek

## ディスコグラフィー
| タイトル   | 発売日       | 収録曲                                  | 品番 | 備考                                            |
| ---------- | ------------ | --------------------------------------- | ---- | ----------------------------------------------- |
| 不透明人間 | 2025年3月5日 | 1. 不透明人間（作詞：seek、作曲：seek） |      | - Digital Single - Gt/aie, Dr/晁直, Pf/西山小雨 |

### aieとの共同制作作品
| タイトル         | 発売日        | 収録曲                                                                                                | 品番      | 備考                                                                           |
| ---------------- | ------------- | --- | --------- | ------------------------------------------------------------------------------ |
| 浪々             | 2020年12月6日 | 1. 浪々（作曲：seek&aie） 2. 夜掴奇譚（作詞作曲：seek） 3. 舟の空洞（作詞作曲：aie）                  | SWIM-0004 | - 「僕らに踏まれた町と僕らが踏まれた町」第一回～第六回にて配布 - デザイン：aie |
| ゴールデンバット | 2021年4月29日 | 1. ゴールデンバット（作詞：aie、作曲：seek） 2. ラブラ（作詞作曲：aie） 3. 月と黒猫（作詞作曲：seek） | SWIM-0005 |                                                                                |

### 参加作品
| タイトル                                   | 発売日        | 収録曲                                    | 品番        | 備考                                                                                                   |
| ------------------------------------------ | ------------- | ----------------------------------------- | ----------- | --- |
| ロフトプラスワン公式サウンドトラック VOL.1 | 2010年6月30日 | 7.「一本道」（作詞作曲：seek）            | LPOCD-15001 | - ロフトプラスワン創立15周年に作成されたコンピレーションアルバム - Vo&Ba/seek, Gt/aie, Dr/魚のおっさん |
| Colorful Life♪                             | 2019年8月14日 | 11.「Tsutae Ai-Ai」（作詞作曲：YURAサマ） | SAMA001     | YURAサマファーストソロアルバム。Ba/seek                                                                |

## 執筆

### 著書
- 凡人水族園
  - 発売日：2006年11月1日
  - SHOXXで連載していた「凡人水族園」No.110～No.161分を掲載
  - 解説：大槻ケンヂ、表紙・撮り下ろし写真：小松陽祐（ODD JOB）、ブックデザイン：桜井アヲ（ロケットマンブルース）

- 続・凡人水族園
  - 発売日：2010年9月8日
  - SHOXXで連載していた「凡人水族園」No.162～No.211分を掲載
  - 解説：しげる（THE NEUTRAL）、表紙・撮り下ろし写真：小松陽祐（ODD JOB）、ブックデザイン：山本亜紗加

- 続々・凡人水族園
  - 発売日：2014年9月3日
  - SHOXXで連載していた「凡人水族園」No.212～No.261分を掲載
  - 解説：雨宮処凛、表紙・撮り下ろし写真：小松陽祐（ODD JOB）、ブックデザイン：山本亜紗加

- 凡人大全集
  - 発売日：2014年9月3日
  - 「凡人水族園」、「続・凡人水族園」、「続々・凡人水族園」三冊をセットにしたコンプリート集。特製外箱入り。

### 雑誌
- 音楽専科社「SHOXX」
  - 「凡人水族園」連載 第一回〜第百七十四回（2001年12月 - 2016年9月）

- JVK Inc.「Gab.」
  - 「凡人水族園〜回遊〜」連載 第一回〜第九回（2018年2月vol.91 - 2019年6月Vol.98）

### 新聞
- テーマ「文章を書くバンドマン」
  - 北國新聞（2014年12月1日）
  - 佐賀新聞（2014年12月2日）
  - 西日本新聞（2014年12月4日 夕刊）
  - 徳島新聞（2014年12月5日）
  - 下野新聞（2014年12月7日）
  - 上毛新聞（2014年12月8日）
  - 福井新聞（2014年12月8日）
  - 愛媛新聞（2014年12月8日）
  - 中國新聞（2014年12月11日夕刊
- 「凡人、ビジュアル系バンド道をゆく」 連載 全十回（2019年5月27日 - 2020年1月8日）
  - 掲載誌：愛媛新聞、埼玉新聞、京都新聞、山陽新聞、大分合同新聞、山陰中央新報、徳島新聞、岐阜新聞、信濃毎日新聞、高知新聞
- テーマ「コロナ禍のバンドマンとライブハウスの一年」[13]
  - 神戸新聞（2021年5月7日 朝刊）
  - 大分合同新聞（2021年5月12日）
  - 京都新聞（2021年5月15日 朝刊）

- 神戸新聞
  - 随想　連載 全七回[14]
    - 第一回「職業バンドマン」（2023年9月14日 夕刊 ）
    - 第二回「はじまりは神戸」（2023年10月2日 夕刊）
    - 第三回「映画館」（2023年10月18日 夕刊）
    - 第四回「初ステージ」（2023年11月2日 夕刊）
    - 第五回「グルメタウン姫路」（2023年11月20日 夕刊）
    - 第六回「おんぶ」（2023年12月6日 夕刊）
    - 第七回「夢」（2023年12月21日 夕刊）

### フリーペーパー
- Beta新聞
  - 「バンドさんいらっしゃ〜い」2020年1月号[15]

### web
- 「凡人水族園」第百七十五回
  - seekの水中喫茶店　掲載[16]
- 「凡人水族園〜筆記帳〜」
  - noteにて連載中 第一回〜（2019年10月 - ）[17]